# Philodicus swynnertoni
Philodicus swynnertoni là một loài ruồi trong họ Asilidae. Philodicus swynnertoni được Hobby miêu tả năm 1933. Loài này phân bố ở vùng nhiệt đới châu Phi.